# Битва полов (фильм, 2017)
«Битва полов» (англ. Battle of the Sexes) — американо-британская спортивная комедия-драма, повествующая о «Битве полов» 1973 года — теннисном матче между теннисистом-ветераном Бобби Риггсом и одной из ведущих профессиональных теннисисток этого периода Билли Джин Кинг.
Фильм снят режиссёрами Джонатаном Дэйтоном и Валери Фэрис по сценарию Саймона Бофоя при поддержке Fox Searchlight Pictures; в главных ролях заняты Эмма Стоун и Стив Карелл.
Мировая премьера фильма состоялась 2 сентября 2017 года в рамках кинофестиваля в Теллурайде, а на широкие экраны США фильм вышел 22 сентября того же года. Лента была в основном высоко оценена в прессе, положительных отзывов удостоились социальный посыл, актёрская игра и технические аспекты, создававшие у зрителей ощущение аутентичности происходящего. Фильм номинировался на «Золотой глобус» (в двух категориях), «Спутник», Премию гильдии киноактёров и ряд других кинематографических наград, но в прокате показал скромные результаты.

## Историческая основа сюжета
В основу сюжета фильма положены реальные события вокруг показательного матча между теннисистом-ветераном Бобби Риггсом и одной из ведущих профессиональных теннисисток этого периода Билли Джин Кинг, состоявшегося в 1973 году. Проведению матча предшествовали годы борьбы профессиональных теннисисток за равные призовые вознаграждения с мужчинами-теннисистами, одним из лидеров которой была Кинг. Риггс, довоенный победитель Уимблдонского турнира и чемпионата США, в эти годы выступал в соревнованиях ветеранов и, в свою очередь, неоднократно выступал с критикой низких гонораров для мужчин-теннисистов в этих турнирах. Риггс высмеивал претензии женщин-теннисисток на высокие призовые, утверждая, что женский теннис намного хуже мужского и, соответственно, должен ниже оплачиваться. Чтобы доказать превосходство мужского тенниса, он бросил вызов Кинг, которая его приняла и нанесла ему поражение в широко разрекламированном показательном матче, получившем название «Битва полов»; матч, транслировавшийся многими телеканалами, только в США смотрели около 48 миллионов зрителей. Его результат сыграл важную роль в прогрессе женского профессионального тенниса в частности и в борьбе за женское равноправие в целом.
События «Битвы полов» в дальнейшем использовались кинематографистами. Так, в 2001 году был выпущен телевизионный художественный фильм «Когда Билли побеждает Бобби». В 2013 году в кинотеатрах прошёл документальный фильм «Битва полов». В марте 2015 года объявлялось, что кабельная сеть HBO готовит к выпуску художественный телефильм о «Битве полов» по сценарию Дэвида Оберна c Элизабет Бэнкс и Полом Джаматти в главных ролях, а Уилл Феррелл работает над комедией о Бобби Риггсе на основе материалов ESPN, посвящённых этому матчу.

## Сюжет
Фильм открывается сценами участия теннисисток в ранних профессиональных турах наряду с мужчинами и формирования отдельного женского профессионального тура — Virginia Slims Tour — благодаря усилиям издательницы Глэдис Хелдман. Центральная фигура нового тура — Билли Джин Кинг — замужем, но в отсутствие мужа она заводит однополый роман с парикмахером Мэрилин Барнетт. Муж Билли Джин, Ларри Кинг, быстро узнаёт о происходящем, и чувство вины и попытки разобраться в себе заставляют Билли Джин временно отойти на второй план в женском теннисе, отдав пальму первенства Маргарет Корт.
Женский теннис всё ещё воспринимается с презрением организаторами теннисных турниров, включая Джека Креймера. Его друг, бывший ведущий теннисист Бобби Риггс, проводящий свои дни на административной должности (и посещающий собрания группы анонимных игроманов), решает помочь Креймеру доказать, что женский теннис несравним по уровню с мужским, обыграв в публичном матче лучшую из теннисисток женского тура. После отказа Кинг ему удаётся встретиться в таком матче с Корт, которой он наносит разгромное поражение.
После поражения Корт назначается матч между Риггсом и Кинг с призом в размере 100 тысяч долларов победителю. Однако Кинг понимает, что помимо денег на кону стоят престиж женского тенниса и равные права женщин-спортсменок; таким образом, ей необходимо победить не только ради себя. Она усердно тренируется, пока Бобби проводит время в пьянках и ухаживании за женщинами. Фильм достигает кульминации в сценах матча, проходящего на хьюстонском стадионе «Астродом», за которым по телевизору наблюдают 90 миллионов зрителей — самая большая телевизионная аудитория со времени высадки на Луне. Матч завершается победой Кинг.

## Предпроизводство и съёмки
В апреле 2015 года было сообщено, что при поддержке компании Fox Searchlight Pictures запущен новый проект, посвящённый «Битве полов». Сценаристом нового фильма стал Саймон Бофой — обладатель «Оскара» за фильм «Миллионер из трущоб»; сообщалось, что Бофой работал над сценарием несколько лет при участии самой Билли Джин Кинг. Продюсерами нового проекта стали снимавшие с Бофоем «Миллионера» Дэнни Бойл и Кристиан Колсон, а режиссёрами — известные по комедии «Маленькая мисс Счастье» Джонатан Дэйтон и Валери Фэрис. С самого начала было объявлено, что роль Кинг в фильме исполнит Эмма Стоун, а роль Риггса — Стив Карелл.
В начале марта 2016 года было сообщено, что к актёрскому составу картины присоединяется Андреа Райсборо, которая сыграет Мэрилин Барнетт — парикмахера и бывшую любовницу Кинг. В течение марта и начала апреля были отобраны исполнители ещё семи ролей, включая Элизабет Шу в роли жены Риггса и Остина Стоуэлла, получившего роль Ларри Кинга (мужа Билли Джин). На роль австралийки Корт была приглашена актриса из Австралии — Джессика Макнэми.
Съёмки фильма начались 13 апреля 2016 года в Лос-Анджелесе и продолжались 35 дней — до середины мая. Оператор Линус Сандгрен использовал при съёмках, как и в своей предыдущей ленте «Ла-Ла Ленд», 35-миллиметровую киноплёнку, а также линзы старых образцов, чтобы лучше передать зрителю атмосферу 1970-х годов. Плёнка переэкспонировалась на треть на съёмочной площадке, а затем обрабатывалась с повышением чувствительности, что увеличивало контраст, цветовую насыщенность и зернистость окончательного изображения. Сцены матча на хьюстонском «Астродоме» снимались на территории Лос-Анджелесской мемориальной спортивной арены, снесённой позже в том же году.
В ходе подготовки к съёмкам Стоун последовательно отказывалась встречаться с теннисисткой, чью роль она исполняла — по её собственным словам, потому, что Кинг на восьмом десятке лет жизни коренным образом отличается от той, которой она была в 28 или 29 лет. Стоун занималась физподготовкой с тренером, готовившим Мэтта Деймона к фильмам пенталогии о Борне, и активно тренировалась на корте. Несмотря на это, в ряде спортивных эпизодов её дублировала профессиональная спортсменка (теннисистка Кейтлин Кристиан, выступающая в женских турнирах ITF). Сама актриса отнеслась к этому с пониманием: «Режиссёру было важно показать всё достоверно… игру на корте я могла испортить, поэтому было принято решение подменять меня дублёршей». Дублёром Карелла, раньше никогда не игравшего в теннис, также стал профессиональный теннисист — Винсент Спейди, бывший игрок первой двадцатки рейтинга ATP. Несмотря на профессиональную игровую подготовку, и у Спейди, и у Кристиан ушло некоторое время, чтобы приспособиться к непривычному для них стилю игры деревянной ракеткой; Кристиан также должна была освоить хват ракетки, который использовала Кинг, и её манеру игры слева. Помимо них, на роли нескольких участниц «Оригинальной девятки» — первых теннисисток Virginia Slims Tour — также были приглашены женщины, играющие в профессиональный теннис или входившие в университетские сборные по этому виду спорта: Эшли Вейнхольд, Фидан Манаширова и Лорен Клайн.
Акценты в фильме менялись по ходу съёмок. Валери Фэрис рассказывает: 

Мы начинали работу над проектом во время праймериз 2016 года, когда была высока вероятность, что мы увидим первую женщину — кандидата в президенты. Какое-то время все думали, что фильм покажет, как далеко мы ушли со времён Битвы [полов]. Но очевидно, что результат выборов бросил совершенно иной свет на сюжет… Мир стал ещё более поляризованным с момента, когда мы начали снимать фильм, и мы уж точно не хотим этому способствовать — вот почему мы решили сосредоточиться на эмоциональной жизни Билли Джин и Бобби.Оригинальный текст (англ.)We started work on the project during the 2016 primaries, when it appeared likely we’d see the first woman candidate for president. For a while everyone thought the film would show how far we’ve come since the Battle. Obviously the outcome of the election shed a very different light on the story...The world has become even more polarized since we began making the film and we certainly don’t want to contribute to that – that’s why we chose to focus on the emotional lives of Billie Jean and Bobby
По словам Фэрис, при съёмках они с Дейтоном ощущали, что являются «пресс-секретарями» двух разных полов; Дейтон говорил в интервью, что при работе над этим проектом они спорили чаще, чем когда бы то ни было.

## В ролях
- Стив Карелл — Бобби Риггс
- Эмма Стоун — Билли Джин Кинг
- Андреа Райсборо — Мэрилин Барнетт
- Натали Моралес — Розмари Казалс
- Сара Сильверман — Глэдис Хелдман
- Билл Пуллман — Джек Креймер
- Алан Камминг — Тед Тинлинг
- Элизабет Шу — Присцилла Риггс
- Эрик Кристиан Олсен — Лорни Куле
- Фред Армисен — Рео Блэр
- Лорен Клайн — Нэнси Ричи
- Марта Макайзек — Джейн Барткович
- Джессика Макнэми — Маргарет Смит-Корт
- Эшли Вейнхольд — Кристи Пиджин
- Остин Стоуэлл — Ларри Кинг
- Энука Окума — Бонни
- Тим Рансом — Джерри Перенчио
- Джеймс Маккей — Барри Курт
- Джейми Шеридан — Кен Розуолл
- Том Кенни — Боб Сандерс
- Уоллес Лэнгэм — Генри
- Крис Парнелл — диджей
- Дэн Баккедал — лидер «Анонимных игроманов»
- Майк Фогель — танцор в ночном баре
- Нэнси Ленехан — мать Билли Джин
- Майкл Кьеффо — отец Билли Джин

## Съёмочная группа
- Режиссёры — Джонатан Дэйтон и Валери Фэрис
- Автор сценария — Саймон Бофой
- Продюсеры — Дэнни Бойл (Decibel Films[22]), Кристиан Колсон (Cloud Eight Films[22]) и Роберт Граф
- Оператор — Линус Сандгрен
- Композитор — Николас Брителл
- Монтажёр — Памела Мартин[14]
- Художник-постановщик — Джуди Беккер
- Художники-декораторы — Камилла Братковски, Мэтью Флад Фергюсон
- Художник по костюмам — Мэри Зофрис

## Релиз и прокат

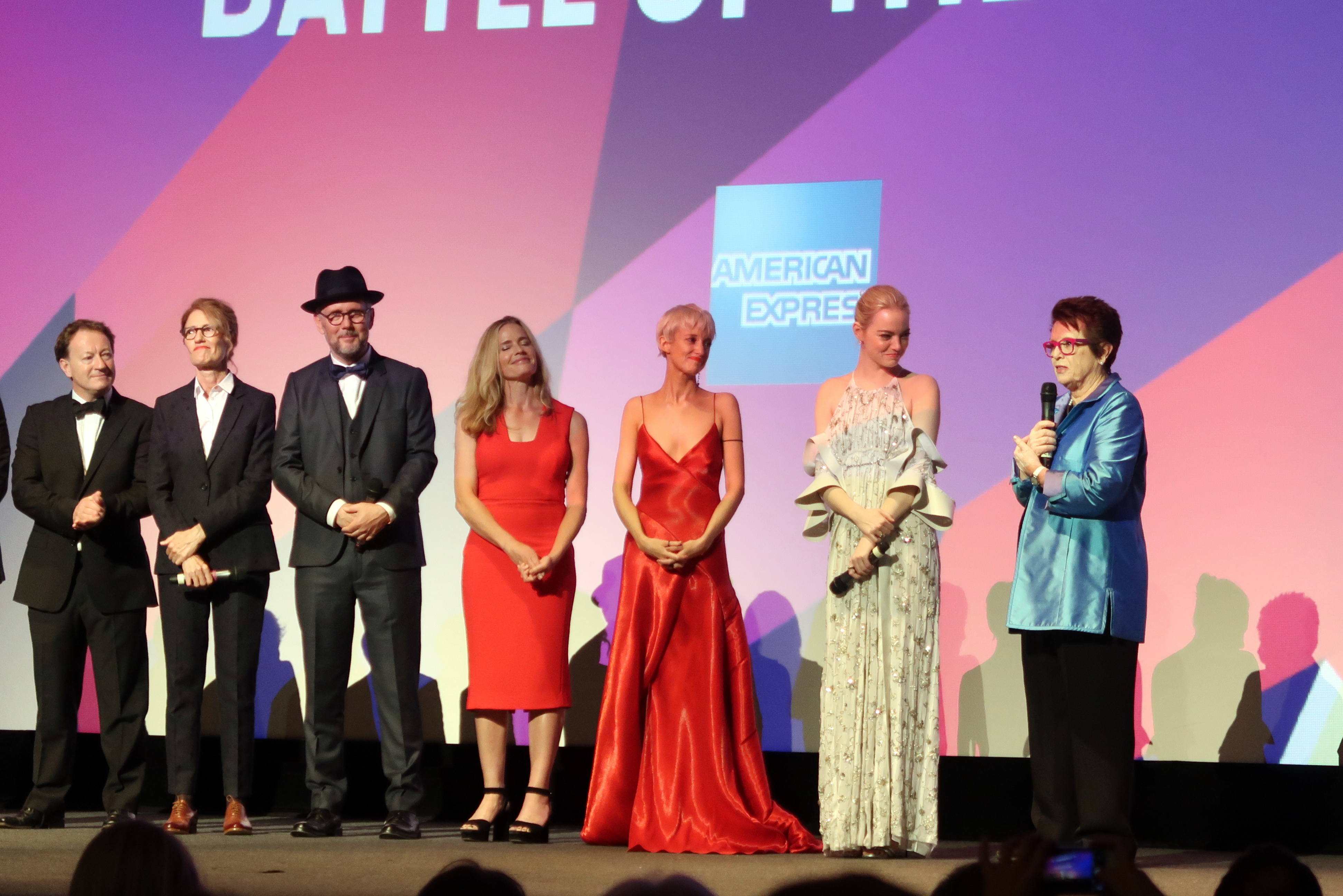
Саймон Бофой, Валери Фэрис, Джонатан Дейтон, Элизабет Шу, Андреа Райсборо, Эмма Стоун и Билли Джин Кинг на премьере фильма в рамках Лондонского кинофестиваля

Первоначально планировалось, что фильм выйдет на экраны в течение 2016 года, но затем выпуск был отодвинут на 2017 год. К концу марта 2017 года была обнародована дата выхода ленты на киноэкраны — 22 сентября того же года. В середине мая появился первый большой трейлер фильма. Мировая премьера картины состоялась в субботу 2 сентября 2017 года в рамках кинофестиваля в Теллурайде (Колорадо). Также в сентябре фильм вышел на экраны в Канаде (войдя в программу Торонтского международного кинофестиваля), Австралии и Новой Зеландии.
Европейская премьера фильма состоялась на Лондонском кинофестивале 7 октября. В октябре «Битва полов» дебютировала в ряде стран Европы и Южной Америки (в том числе в программе международного фестиваля в Рио-де-Жанейро), а также в Республике Корее, однако большей частью премьеры состоялись в ноябре и декабре (в том числе в России и Польше в первой декаде декабря). Помимо уже перечисленных, фильм был включён в программы Гентского, Пусанского, Тайбэйского, Стокгольмского, Таллинского кинофестивалей, фестиваля в Мар-дель-Плата и ряде других городов.
Несмотря на в целом положительные отзывы критиков после премьерных показов, фильм обернулся неудачей в прокате. В первые три дня показа в США лента собрала только 3,4 млн долларов — намного меньше ожидаемого. После месяца проката в США Forbes писал, что фильм, собравший за это время в США менее 11,5 миллионов, «мёртв». К 15 декабря в национальном прокате лента собрала чуть более 12,6 миллиона долларов.
За пределами США фильм наиболее успешно прошёл в Австралии и Великобритании, где собрал в прокате соответственно 1,9 и 1,8 миллиона долларов; в Италии и Франции сборы составили по полмиллиона долларов. В общей сложности к концу декабря 2017 года сборы фильма за пределами США составляли чуть более 5 миллионов долларов. В совокупности с показателями в США это означало, что фильм, бюджет которого составлял 25 миллионов долларов, не окупился в прокате. В конце декабря журнал Variety включил ленту в список 13 наиболее недооценённых зрителями фильмов 2017 года, хотя автор списка отказался признавать её коммерческие показатели провалом «по нынешним меркам»; аналогичным образом показатели фильма в прокате были оценены и на сайте Thrillist, корреспондент которого не смог объяснить низкую посещаемость картины в кинотеатрах.
Саундтрек к ленте появился в продаже в формате компакт-диска 20 октября 2017 года, а на интернет-ресурсах был доступен с 22 сентября того же года. Альбом, выпущенный лейблом Sony Masterworks, включает оригинальные композиции Николаса Брителла — номинанта на «Оскар» за музыку к «Лунному свету» — и оригинальную песню «If I Dare» в исполнении Сары Бареллис, которая стала её соавтором вместе с Брителлом. Кроме того, в диск вошли прозвучавшие в фильме песни Элтона Джона («Rocket Man»), Джорджа Харрисона («What Is Life») и группы Tommy James & the Shondells. «If I Dare» также вышла в форме сингла. Саундтрек и песня «If I Dare» были впоследствии номинированы на премию Hollywood Music in Media Awards.

## Критика
Фильм в целом положительно оценён профессиональными критиками (в том числе в сравнении с двумя предыдущими работами Фэрис и Дейтона). Весной 2018 года его оценка на сайте Metacritic, учитывающая отзывы 46 рецензентов, равнялась 73, при этом подавляющее большинство оценок в пересчёте на стобалльную шкалу было выше 60, а самые низкие равнялись 50. На сайте Rotten Tomatoes фильм от критиков имел «свежий» рейтинг 84 % на основании 317 оценок, из которых 267 были положительными; средний рейтинг от критиков составлял 7,2 из 10. В целом положительными были и оценки от рядовых зрителей — на IMDb средняя оценка составляла 6,8 из 10, а на Rotten Tomatoes 3,6 из 5, причём 72 % отозвавшихся оценили ленту положительно.
Значительное внимание в обзорах уделено социальному пафосу картины и его злободневности. Variety подчёркивает, что Фэрис и Дейтон не избегают показа ядовитой атмосферы, складывающейся в обществе, когда публичные фигуры начинают позволять себе шутки, оскорбительные для целых групп населения. Обозревательница Village Voice отмечает, что на сексистские шутки, звучащие с экрана, мужская часть публики в зале отвечает смехом до сих пор. Питер Треверс из Rolling Stone проводит прямую параллель между сексистскими манерами телеведущего Говарда Коселла и президента Трампа, которых, с его точки зрения, объединяет идея «когда ты звезда — тебе такое прощают».
Критики (в том числе и те, кто остался невысокого мнения о сюжете и социальном посыле ленты) высоко оценили игру исполнителей главных ролей. По словам рецензента Variety, Эмма Стоун, актриса, обычно выглядящая не на своём месте в исторических драмах, необыкновенно удачно вписывается в роль Билли Джин Кинг — женщины, далеко опередившей своё время. Кинокритик французского Интернет-сайта Madmoizelle.com, оценивая уровень перевоплощения актрисы, пишет: «Стоун не исполняет роль Билли Джин Кинг — она И ЕСТЬ Билли Джин Кинг». В Hollywood Reporter её игра названа прекрасной и убедительной, а Бобби Риггс в исполнении Карелла — бестолковым и забавным в самый раз. По определению критика Time, образ Риггса в картине — это образ не злодея, а «дружелюбного необразованного простака», а рецензент Rolling Stone усматривает за клоунадой и ужимками более глубокий анализ отчаянной попытки стареющего человека снова обрести смысл в жизни, тогда как ведущие теннисные функционеры действительно верят в сексистские лозунги. Очень высоко оценил исполнение Карелла киновед Мик Ласаль в своей статье в San Francisco Chronicle: он ставит Карелла как шоумена наравне с самим Риггсом — «неутомимым, пробивным и удивительно, глубинно симпатичным» даже для болельщиков Кинг. По мнению рецензента итальянской Repubblica, остроумная и полнокровная игра Карелла оставляет в тени даже исполнительницу главной положительной роли. В лондонской Guardian игра Карелла оценена не столь высоко, но на её фоне подчёркивается творческая удача Элизабет Шу в роли Присциллы Риггс. В Hollywood Reporter положительного отзыва удостоен также Алан Камминг в роли экстравагантного дизайнера женской спортивной формы, а рецензент Entertainment Weekly особо отмечает «тихий пафос» в роли Ларри Кинга, исполняемого Остином Стоуэллом.
Положительные оценки получила и техническая сторона — в частности, соответствующие эпохе декорации и костюмы, использование 35-миллиметровой плёнки, призванное напомнить зрителю 1970-е годы, но при этом избегающее мутных кадров, характерных для тогдашней техники, и точная имитация атмосферы спортивных репортажей того времени, для которой большинство спортивных сцен снималось с высокого угла. Отдельно выделяется рецензентами музыкальное сопровождение к ленте — как использование радиоклассики 70-х годов, так и оригинальная музыка Николаса Брителла.

Социальный заряд картины наряду с положительными стал причиной и отрицательных отзывов. В небольшой части отзывов ленту упрекают в его нехватке и чрезмерно либеральном отношении авторов к фигуре Риггса, либо в том, что авторы не сумели передать связанный с матчем накал страстей в обществе, но в большинстве случаев недовольство вызывает как раз избыточный публицистический пафос. Хотя в New York Times специально подчёркивают «тихий реализм» картины и отсутствие искусственно расставленных акцентов, в рецензиях встречается и противоположная точка зрения, когда отмечаются излишняя серьёзность и навязчивое морализирование в подаче материала и разделении персонажей на положительных и отрицательных (в число которых попадают промоутер Джек Креймер, отказывающий женскому теннису в спортивной значимости, и Маргарет Корт с её неприятием однополых отношений). В этом отношении фильм, по мнению рецензента «Российской газеты» Дмитрия Сосновского, хуже комедийной ленты 2001 года «Когда Билли побеждает Бобби». Сосновский называет «Битву полов» ангажированной, критикуя прямолинейный подход авторов в обеих главных темах — женского равноправия и однополой любви. В IndieWire Дэвид Эрлих тоже называет фильм прямолинейно предубеждённым, как предвыборный митинг сторонников Хиллари Клинтон, отмечая карикатурное, гротескное изображение не только Риггса, но и всех персонажей-мужчин в целом, и крайнюю неохоту, с которой сценарист и режиссёры делятся с этой частью действующих лиц выигрышными фразами. Обозреватель «Афиши» Станислав Зельвенский, оценивая фильм и игру исполнителей главных ролей в целом более благожелательно, с огорчением констатирует, что зрителю навязываются определённые эмоции: 
люди, знающие, как порадовать аудиторию, и не знающие стыда... почти за шкирку волокут вверх по душевному подъему, и там нам предлагают посмотреть на дремучее «вчера» с высоты прогрессивного «сегодня» и поздравить себя с проделанным прогрессом.
Сравнивая «Битву полов» с предыдущими фильмами Фэрис и Дейтона, Питер Дебрюж из Variety делает вывод, что новая лента намного более продумана (по его мнению — благодаря работе сценариста Саймона Бофоя). Тем не менее, несмотря на наличие двух качественных сюжетных линий (историй Билли Джин и Бобби), их совмещение, по мнению Дебрюжа, порой неуклюже и искусственно. В техническом отношении кадры матча признаются достоверными. Однако рецензенты отмечали и исторические несоответствия, в первую очередь тот факт, что открытие в себе гомосексуальности Билли Джин Кинг вовсе не происходило одновременно с «Битвой полов», и в Кинг на момент матча никто ещё не видел лесбиянку. В Village Voice и журнале Vice эта сюжетная линия критикуется за слащавость: по мнению рецензента Vice, фильм не отражает реальную моральную борьбу, которую вела Кинг не только с общественным мнением, но и с собственными культурными предрассудками, и вместо этого предлагает зрителю сглаженную, упрощённую «историю любви» с жёстко расставленными акцентами, характерную для многих фильмов о лесбиянках. Любовная сцена между Билли Джин и Мэрилин, по словам критика Триш Бендикс, чересчур целомудренна, а скандальный разрыв между ними, инициированный Мэрилин почти десятилетием позже с обращением к прессе и судебным иском, и вовсе оставлен за кадром, также искусственно создавая сугубо положительную картину отношений. Эйприл Вулф из Village Voice пишет о контрасте между высоким идеалом романтической любви, который провозглашает Саймон Бофой, и пресной, бесхарактерной фигурой Мэрилин в фильме. В то же время рецензент Variety считает, что романтическое чувство между двумя женщинами выглядит в фильме реалистичным, а Тодд Маккарти из Hollywood Reporter называет любовную сцену умело и благожелательно снятой. Наконец, рецензент Guardian был одним из немногих, кто посчитал любовную составляющую сюжета более удачной, чем спортивная, которую он назвал всего лишь добротно сделанной; схожее мнение высказывается в The Atlantic, где спортивная тема оценивается как вынужденный фон для любовной истории, а фигура Мэрилин Барнет (Андреа Райсборо) названа более привлекательной, чем сама Билли Джин.

## Награды и номинации
| Год  | Премия                                                 | Категория                                                                      | Лауреат или номинант            | Итог      |
| ---- | ------------------------------------------------------ | ------------------------------------------------------------------------------ | ------------------------------- | --------- |
| 2017 | Hollywood Music in Media Awards                        | Лучшая оригинальная музыка к художественному фильму                            | Николас Брителл                 | Номинация |
| 2017 | Hollywood Music in Media Awards                        | Лучшая оригинальная песня — художественный фильм                               | Сара Бареллис Николас Брителл   | Номинация |
| 2017 | Фестиваль Chéries-Chéris                               | Гран-При                                                                       |                                 | Номинация |
| 2017 | Фестиваль Chéries-Chéris                               | Актёрская игра                                                                 | Эмма Стоун                      | Победа    |
| 2017 | Премии сообщества женщин-кинокритиков                  | Лучшее воплощение равенства полов                                              |                                 | Победа    |
| 2017 | Премии сообщества женщин-кинокритиков                  | Премия Карен Морли за лучшую демонстрацию места женщины в истории или обществе |                                 | Номинация |
| 2018 | Золотой глобус                                         | Лучшая мужская роль — комедия или мюзикл                                       | Стив Карелл                     | Номинация |
| 2018 | Золотой глобус                                         | Лучшая женская роль — комедия или мюзикл                                       | Эмма Стоун                      | Номинация |
| 2018 | Critics’ Choice Movie Awards                           | Лучшая мужская роль в комедии                                                  | Стив Карелл                     | Номинация |
| 2018 | Critics’ Choice Movie Awards                           | Лучшая женская роль в комедии                                                  | Эмма Стоун                      | Номинация |
| 2018 | Премия Американского общества специалистов по кастингу | Выдающееся достижение в кастинге — комедия                                     | Жюстин Артета Ким Дейвис-Вагнер | Номинация |
| 2018 | Премия Гильдии киноактёров США                         | Лучшая мужская роль второго плана                                              | Стив Карелл                     | Номинация |
| 2018 | Дориан                                                 | ЛГБТК-фильм года                                                               |                                 | Номинация |
| 2018 | Спутник                                                | Лучшая женская роль — кинофильм                                                | Эмма Стоун                      | Номинация |
| 2018 | Премия Cinema for Peace                                | Самый ценный фильм года                                                        |                                 | Номинация |
| 2018 | GLAAD Media Awards                                     | Выдающийся фильм — широкий прокат                                              |                                 | Номинация |